# 高橋綾佳
高橋綾佳（TAKAHASHI Ayaka，1992年5月28日—），日本女子水球運動員，亦為日本國家女子水球隊成員。山形縣出生，現就讀於日本体育大学。

## 簡歷
2014年9月，高橋綾佳代表日本出戰韓國仁川舉行的亞運會水球比賽項目，協助球隊贏得銀牌。